# Partido Laborista Progresista (Estados Unidos)
El Partido Laborista Progresista (en inglés: Progressive Labor Party, PLP) es un partido comunista marxista-leninista, antirrevisionista de los Estados Unidos. Se fundó en enero de 1962 como Movimiento Laborista Progresista tras una escisión en el Partido Comunista de Estados Unidos, adoptando su nuevo nombre hasta una convención celebrada en primavera de 1965. Estuvo involucrado en el movimiento contra la guerra de Vietnam de los años 60 y principios de los años 70 a través de la Alianza Estudiantil Trabajadora, facción de Estudiantes por una Sociedad Democrática.
El órgano de difusión del PLP es el periódico quincenal, Challenge.

## Historia

### Establecimiento
El PLP comenzó como una facción llamada Movimiento Laborista Progresista en enero de 1962. Se formó a raíz de una división de 1961 dentro del Partido Comunista de los Estados Unidos (CPUSA) que vio la expulsión de los activistas sindicales de izquierda Milt Rosen (1926-2011) y Mortimer Scheer. Antes de la expulsión, Rosen era un destacado funcionario del CPUSA, que se desempeñó como organizador de distrito del norte de Nueva York desde 1957 y organizador industrial para todo el estado desde 1959. En diciembre de 1961, se celebró una reunión organizativa inicial, a la que asistieron 12 de los cerca de 50 miembros actuales y anteriores del CPUSA que se identificaron como el "grupo de llamada". Rosen entregó un informe político al grupo inspirado en la Revolución Cubana instando al establecimiento de un nuevo partido comunista en Estados Unidos para reemplazar al CPUSA, que fue tachado de ser irremediablemente "revisionista".
La organización permaneció amorfa en sus primeros meses, publicando Progressive Labour (comenzando como boletín mensual) y participando en debates a pequeña escala. Los editores del Progressive Labor convocaron una conferencia organizativa que se celebraría en la ciudad de Nueva York en julio de 1962. A este encuentro, asistieron cerca de 50 miembros de 11 ciudades diferentes y sirvió para lanzar una organización formal, el Movimiento Laborista Progresista (MLM). Rosen volvió a entregar el principal informe político a la reunión, pidiendo la redacción de un programa y el desarrollo de una red de clubes y organizaciones de masas afiliadas con el fin de ganar partidarios para un nuevo movimiento revolucionario. Dado el pequeño tamaño de la organización, la formación de un partido político se consideró poco propicia. Se seleccionó el nombre "Movimiento Laboral Progresista" para enfatizar la naturaleza temprana y transicional de la organización. El MLM finalmente se reconstituyó como Partido Laborista Progresista en una convención fundacional celebrada en la ciudad de Nueva York del 15 al 18 de abril de 1965. Se eligió un Comité Nacional de 20 miembros, y Rosen se convirtió en el presidente fundador del partido. La sede organizativa se estableicó en la ciudad de Nueva York.

### Década de 1960

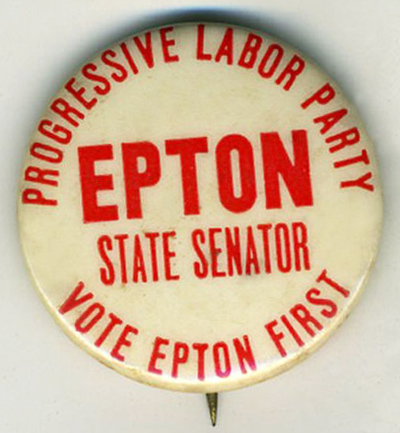
El PLP hizo incursiones periódicas en la política electoral, incluida una candidatura de Bill Epton para el Senado del estado de Nueva York en 1965

Aunque desdeña el parlamentarismo como fin, el Movimiento Laborista Progresista se apresuró a hacer uso del proceso electoral como vehículo de propaganda, lanzando un esfuerzo para obtener las firmas de 5.000 votantes registrados en la ciudad de Nueva York para crear un PLP. candidato en la boleta para las elecciones de noviembre de 1963 del Concejo Municipal de Nueva York. Aunque no logró colocar a su candidato en la boleta electoral, el proto-PLP distribuyó más de 100.000 piezas de literatura partidaria junto con la campaña electoral.
El PLP mantuvo un tamaño modesto durante toda la década. No hizo pública su membresía, pero las declaraciones de impuestos federales sobre la renta presentadas en 1967 y 1968 proporcionan una representación razonable. El PLP existía formalmente como una sociedad editorial que incluía a Milt Rosen y al candidato del partido para el Senado del Estado de Nueva York, Bill Epton, como socios. Estas declaraciones mostraron ingresos y gastos de alrededor de $66,000 en 1967 y alrededor de $88,600 en 1968, y los socios no afirmaron ingresos de la aparente relación comercial.
Durante la década de 1960, el PLP siguió la línea política internacional del Partido Comunista Chino y los comentaristas lo describieron como "maoísta". La organización se hizo un hueco en el movimiento antiguerra de Vietnam, con su facción Alianza de Estudiantes Trabajadores actuando como rivales del Movimiento Juvenil Revolucionario facción dentro de Estudiantes por una Sociedad Democrática, una parte de la cual (RYM 1) más tarde evolucionó hasta convertirse en Weather Underground.
El PLP hizo un uso extensivo de organizaciones de masas (grupos de fachada) desde sus primeros años, a través de los cuales difundió sus ideas, recaudó fondos y reclutó nuevos miembros. Entre ellos se encontraba el Comité Estudiantil para Viajes a Cuba (1963-64), que organizó viajes a la Cuba posrevolucionaria; el Consejo de Defensa de Harlem (1964), organizado en respuesta a los disturbios de orientación racial en Harlem; el Movimiento 2 de Mayo (M2M, establecido en 1964), organizado en oposición a la Guerra de Vietnam; y otros grupos frontales de corta duración impulsados por problemas.

### Década de 1970
El PLP puso fin a su anterior línea política de apoyo a la Revolución Cultural y rompió con la República Popular China en la primavera de 1971 con la publicación de un boletín de discusión interna para los miembros del partido que detalla ocho puntos de desacuerdo con el régimen chino. Estos se relacionaban con el debilitamiento de las relaciones exteriores de China hacia Camboya, Corea del Norte, Rumania, Yugoslavia y Estados Unidos, su "completa elevación del Partido Pantera Negra como grupo revolucionario en Estados Unidos" y su "total connivencia con todos los nacionalistas" falso en todo el mundo, desde Nasser hasta Nkrumah".
Durante la década de 1970, el PLP comenzó a orientar su actividad en torno al racismo en los Estados Unidos, formando una organización de masas llamada Comité Contra el Racismo (CAR).  Una convención de la CAR celebrada en la ciudad de Nueva York en julio de 1976 atrajo a 500 participantes. La organización hizo uso de tácticas agresivas de acción directa contra sus supuestos oponentes, interrumpiendo las presentaciones del controvertido psicólogo Arthur Jensen y el físico William Shockley en la primavera de 1976.
El CAR fue el más expresivo de los críticos hostiles del sociobiólogo Edward Osborne Wilson. La organización hizo un piquete en Harvard Square y repartió folletos convocando a manifestaciones contra la sociobiología, que en su opinión se estaba utilizando para defender a individuos y grupos responsables del racismo, la guerra y el genocidio. En 1977, la organización, ahora rebautizada como En 1977, la organización, ahora rebautizada como Comité Internacional Contra el Racismo (InCAR), fue noticia al interrumpir una conferencia académica al verter una jarra de agua sobre la cabeza de Wilson mientras cantaba "Wilson, estás todo mojado".

### Estructura

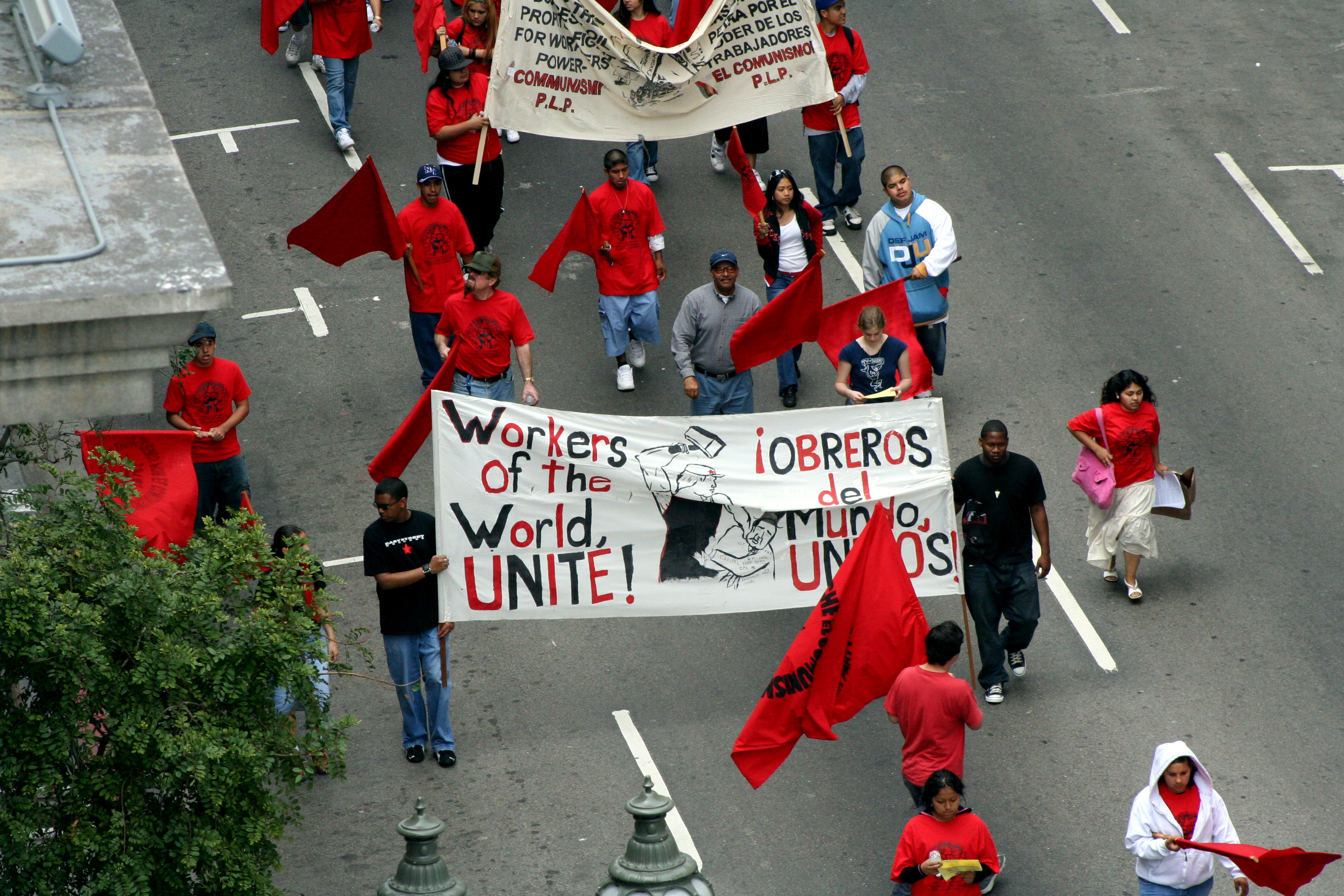
Miembros del PLP en 2006

Según la constitución adoptada en el momento de la formación del PLP en 1965, la membresía estaba abierta a cualquier persona de al menos 17 años que aceptara el programa y las políticas del partido, pagara cuotas y exigiera evaluaciones y se suscribiera a las publicaciones del partido. 
La autoridad suprema dentro de la organización debía ser ejercida por convenciones nacionales, celebradas cada dos años. La convención debía elegir un Comité Nacional para manejar asuntos de gobernanza entre convenciones. Todos los miembros del partido debían ser miembros activos de un club y estar sujetos a los principios del centralismo democrático, en el que las decisiones de los órganos superiores se consideraban vinculantes para los participantes de los órganos inferiores.En la década de 1960, los nuevos miembros debían además someterse a tres meses de formación ideológica, normalmente en entornos de grupos pequeños en casas individuales.
Debido en parte a las importantes necesidades económicas y de tiempo que se esperan de sus miembros, el PLP ha sido desde sus inicios una pequeña organización de cuadros, con un "núcleo estimado de miembros duros" de unos 350 en 1970, complementados por numerosos simpatizantes. Los miembros durante la década de 1960 eran predominantemente de origen blanco, de clase media, evitaban el consumo de drogas y tendían a "vestirse pulcramente y llevar el pelo corto", según un informe del personal del Comité de Seguridad Interna de la Cámara de 1971.

### Publicaciones
Durante las décadas de 1960 y 1970, el PLP publicó una revista llamada Progressive Labor, que apareció primero como una publicación mensual antes de pasar a una publicación trimestral y luego bimestral. La tirada de prensa del Partido Laborista Progresista alrededor de 1970 fue de aproximadamente de 10,000 ejemplares. El partido también publicó Challenge, una publicación que también se publicó a intervalos variables a lo largo de los años. En 1970, la tirada de esta publicación fue de aproximadamente 75.000 ejemplares, según las estimaciones de los investigadores del gobierno, y muchas de estas copias no se vendieron.
Challenge sigue produciéndose hoy como una revista quincenal, publicada con las mismas portadas que su contraparte paralela en español llamada "Desafío". El PLP también produce una revista teórica semestral, "El Comunista".
Durante 1963 y 1964, el PLP también produjo una revista teórica llamada "Marxist-Leninist Quarterly". También se produjo una publicación de la costa oeste llamada Spark desde 1965 hasta principios de 1968.

## Publicaciones históricas del PLP
- Bill Epton, The Black Liberation Struggle (Within The Current World Struggle). (La lucha de liberación negra (dentro de la lucha mundial actual) Discurso en el Old Westbury College, February 26, 1976. Harlem: Black Liberation Press, 1976.
- Bill Epton, We Accuse: Bill Epton Speaks to the Court. (Acusamos: Bill Epton habla ante el tribunal)  New York: Progressive Labor Party, 1966.
- Harlem Defense Council, Police Terror In Harlem. (Terror policial en Harlem)  NY: Harlem Defense Council, n.d. [1964?].
- [Wendy Nakashima], Organize! Use Wendy Nakashima's campaign for assembly (69 a.d.) to fight back!.(¡Organizar! ¡Utiliza la campaña de asamblea de Wendy Nakashima (69 d.C.) para contraatacar!)  Progressive Labor Party, New York. [1966].
- Progressive Labor Movement, Road to Revolution: The Outlook of the Progressive Labor Movement. (El camino a la revolución: las perspectivas del movimiento obrero progresista) Brooklyn: Progressive Labor Movement, 1964.
- Progressive Labor Party, Notes on Black Liberation. (Notas de la liberación negra) New York: Black Liberation Commission, Progressive Labor Party, 1965.
- Progressive Labor Party, Smash the Bosses' Armed Forces. A Fighting Program for GIs.. (Aplasta las fuerzas armadas de los patrones. Un programa de lucha para soldados) Brooklyn, NY: Progressive Labor Party, n.d. [1969?].
- Progressive Labor Party,  Revolution Today, USA: A Look at the Progressive Labor Movement and the Progressive Labor Party. (Revolución Hoy, Estados Unidos: Una mirada al Movimiento Laborista Progresista y al Partido Laborista Progresista) New York: Exposition Press, 1970.

### Otras lecturas
- Robert Jackson Alexander,  Maoism in the Developed World. (maoísmo en el mundo desarrollado) Westport, CT: Greenwood Publishing Group, 2001.
- Leigh David Benin, A Red Thread In Garment: Progressive Labor And New York City’s Industrial Heartland In The 1960s And 1970s. (Un hilo rojo en la confección: el trabajo progresista y el corazón industrial de la ciudad de Nueva York en las décadas de 1960 y 1970) Ph.D. dissertation. New York University, 1997.
- Leigh David Benin,  The New Labor Radicalism and New York City's Garment Industry: Progressive Labor Insurgents During the 1960s. (El nuevo radicalismo laborista y la industria textil de la ciudad de Nueva York: insurgentes laboristas progresistas durante la década de 1960.) New York: Garland Publishing,  1999.
- House Committee on Internal Security, Progressive Labor Party: Hearings Before the Committee on Internal Security, House of Representatives, Ninety-Second Congress, First Session: April 13, 14, and November 18, 1971 (Including Index). (Partido Laborista Progresista: Audiencias ante el Comité de Seguridad Interna, Cámara de Representantes, Nonagésimo segundo Congreso, primera sesión: 13, 14 de abril y 18 de noviembre de 1971 (incluido el índice)) Washington, DC: U.S. Government Printing Office, 1972.
- Progressive Labor Party, "The History of the Progressive Labor Party – Part One," Progressive Labor, (Trabajo progresista) vol. 10, no. 1 (August–September 1975).
- D.S. Sumner and R.S. Butler (Jim Dann and Hari Dillon). The Five Retreats: A History of the Failure of the Progressive Labor Party. (''Las cinco retiradas: una historia del fracaso del Partido Laborista Progresista) Reconstruction Press, 1977.
- Mary-Alice Waters, Maoism in the U.S.: A Critical History of the Progressive Labor Party. (Maoísmo en Estados Unidos: una historia crítica del Partido Laborista Progresista) New York: Young Socialist Alliance, 1969.